# (环庚三烯基)(环戊二烯基)六氟磷酸锰
(环庚三烯基)(环戊二烯基)六氟磷酸锰是一种有机锰化合物，化学式为C12H12MnPF6。它可由(环庚三烯)(环戊二烯基)锰和三苯基六氟磷酸碳反应制得。它可以通过丙酮-乙醇或丙酮-乙醚重结晶。它的氧化电位为0.70 V，还原电位为−1.61 V。